# Märta Ekström

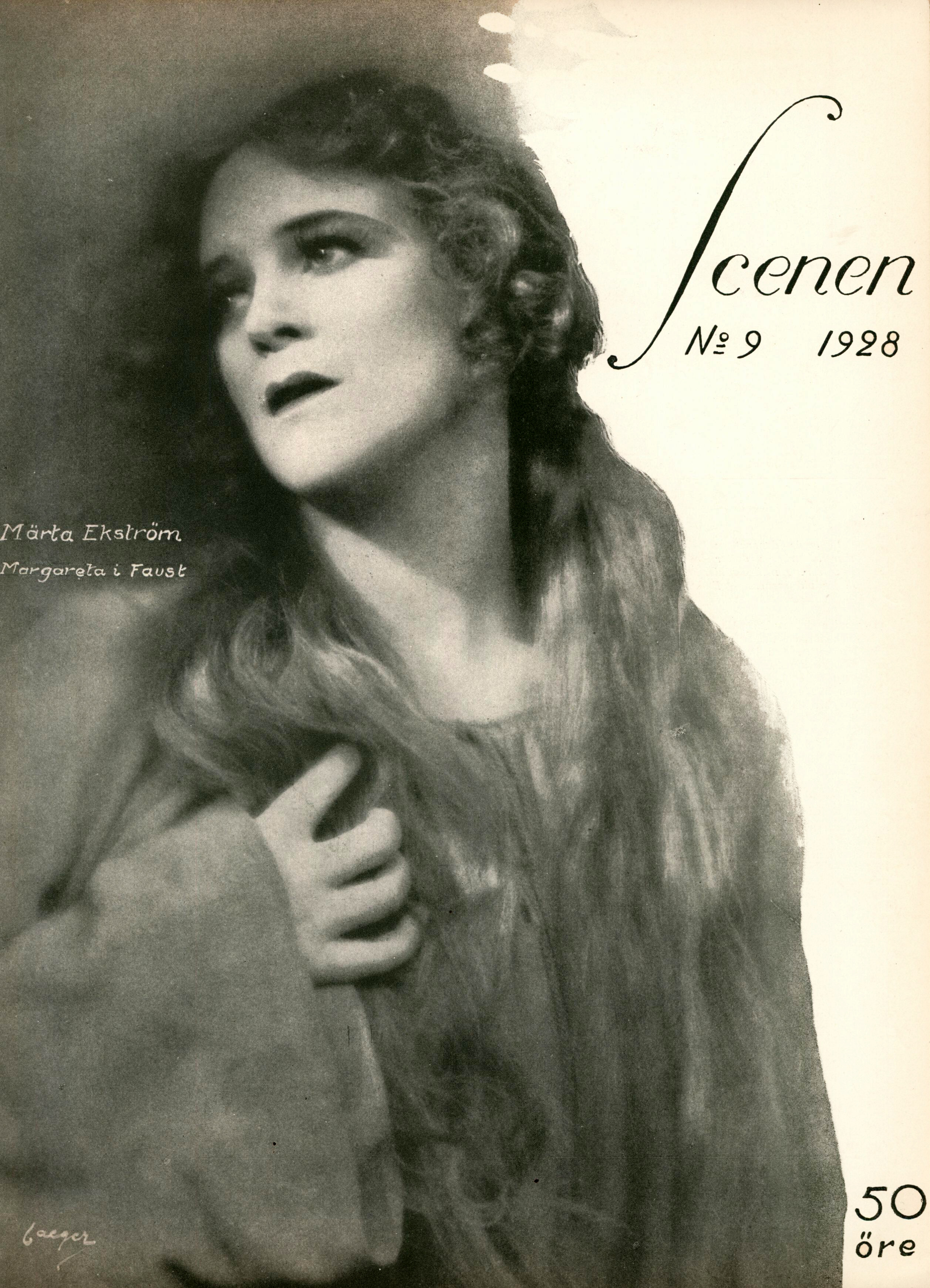
Com Margareta a l'òpera Faust. Fotografia a Scenen el 1928

Märta Ekström (28 de gener de 1899 - 23 de gener de 1952) fou una actriu i cantant sueca.

## Biografia
Nascuda a Värmdö, Suècia, el seu veritable nom era Märta Valborg Ekström. Ekström va estudiar entre 1917 i 1921 a la Reial Acadèmia Sueca de Música amb la finalitat d'arribar a ser cantant lírica, però va canviar d'idea i es va formar després, entre 1921 i 1923, en l'acadèmia teatral Dramatens elevskola. Després de graduar-se, va ser actriu al Teatre Dramaten des de 1923 a 1924, al Svenska teatern d'Estocolm entre 1924 i 1925, al Vasateatern des de 1925 a 1926, i al Komediteatern i en el Konserthusteatern des de 1926 a 1927. A partir de 1927 va tornar a actuar en el Teatre Dramaten.
Ekström va debutar com a cantant el 1927, actuant per primera vegada al cinema l'any 1925, rodant un total de vuit pel·lícules.
Entre els papers més destacats que va interpretar figuren el d'Emilia a Otel·lo, Margarita a Faust, Acàcia a Mors rival, Ginevra a Vendetta, Sonja a Gas, Alvilde a Det stora barndopet, Germaine a Herr Lamberthier, i Makurell a Makurells i Wadköping.
Märta Ekström va morir a Estocolm, Suècia, l'any 1952. Havia estat casada des de 1930 a 1934 amb el director Alf Sjöberg, i entre 1937 i 1947 amb l'actor Frank Sundström.

## Teatre
- 1921 : Elektra, d'Hugo von Hofmannsthal, escenografia de Tor Hedberg, Teatre Dramaten
- 1922 : Den leende fru Madeleine, de André Obey i Denys Amiel, escenografia de Olof Molander, Teatre Dramaten
- 1922 : Den objudna gästen, de Maurice Maeterlinck, escenografia de Olof Molander, Teatre Dramaten
- 1922 : Cirkeln, de William Somerset Maugham, escenografia de Gustaf Linden, Teatre Dramaten
- 1922 : Riddar Blåskäggs åttonde hustru, d'Alfred Savoir, escenografia de Olof Molander, Teatre Dramaten
- 1922 : Äventyret, de Gaston Armen de Caillavet i Robert de Flers, escenografia de Karl Hedberg, Teatre Dramaten
- 1923 : Sköldpaddskammen, de Richard Kessler, escenografia de Karl Hedberg, Teatre Dramaten
- 1924 : Lilla Busses bröllop, de Richard Kessler, escenografia de Knut Nyblom, Vasateatern[1]
- 1925 : Skuggan, de Dario Nicodemi, Svenska Teatern d'Estocolm[2]
- 1925 : Det stora barndopet, de Oskar Braaten, escenografia de Pauline Brunius, Vasateatern[3]
- 1926 : Svanevit, de August Strindberg, escenografia de Gunnar Klintberg, Vasateatern[4]
- 1926 : Damen utan slöja, de August Neidhart, Lothar Sachs i Byjacco, escenografia de Oskar Textorius, Södra Teatern[5]
- 1926 : Hjälten på den gröna ön, de John Millington Synge, escenografia de Per Lindberg, Komediteatern[6]
- 1928 : "Hoppla, vi lever!", de Ernst Toller, escenografia de Per Lindberg, Teatre Dramaten
- 1929 : Nyss utkommen!, de Édouard Bourdet, escenografia de Gustaf Linden, Teatre Dramaten
- 1930 : Ungkarlspappan, d'Edward Childs Carpenter, escenografia de Olof Molander, Teatre Dramaten
- 1931 : Karusellen, de George Bernard Shaw, escenografia de Gustaf Linden, Teatre Dramaten
- 1931 : Jag har varit en tjuv!, de Sigfrid Siwertz, escenografia de Olof Molander, Teatre Dramaten
- 1931 : Pickwick-klubben, de František Langer a partir de Charles Dickens, escenografia de Olof Molander, Teatre Dramaten
- 1932 : L'inspector general, de Nikolái Gógol, escenografia de Alf Sjöberg, Teatre Dramaten
- 1932 : Guds gröna ängar, de Marc Connelly, escenografia de Olof Molander, Teatre Dramaten
- 1932 : Över förmåga, de Björnstjerne Björnson, escenografia de Alf Sjöberg, Teatre Dramaten
- 1934 : För sant att vara bra, de George Bernard Shaw, escenografia de Rune Carlsten, Teatre Dramaten
- 1934 : Un barret de palla d'Itàlia, de Eugene Labiche, escenografia de Olof Molander, Teatre Dramaten
- 1934 : El plaer de l'honradesa, de Luigi Pirandello, escenografia de Anders de Wahl, Teatre Dramaten
- 1935 : Ljuva ungdomstid, de Eugene O'Neill, escenografia de Rune Carlsten, Teatre Dramaten
- 1935 : Den gröna fracken, de Gaston Armen de Caillavet, escenografia de Rune Carlsten, Teatre Dramaten
- 1936 : Kokosnöten, de Marcel Achard, escenografia de Rune Carlsten, Teatre Dramaten
- 1936 : Spökdamen, de Pedro Calderón de la Barca, escenografia de Olof Molander, Teatre Dramaten
- 1937 : Skönhet, de Sigfrid Siwertz, escenografia de Alf Sjöberg, Teatre Dramaten
- 1937 : Vår ära och vår makt, de Nordahl Grieg, escenografia de Alf Sjöberg, Teatre Dramaten
- 1937 : En sån dag!, de Dodie Smith, escenografia de Rune Carlsten, Teatre Dramaten[7]
- 1938 : Älskling, jag ger mig…, de Mark Reed, escenografia de Olof Molander, Teatre Dramaten
- 1938 : Kvinnorna, de Clare Boothe Llueix, escenografia de Rune Carlsten, Teatre Dramaten[8]
- 1939 : Mitt i Europa, de Robert I. Sherwood, escenografia de Rune Carlsten, Teatre Dramaten
- 1939 : Nederlaget, de Nordahl Grieg, escenografia de Svend Gade, Teatre Dramaten
- 1939 : Guldbröllop, de Dodie Smith, escenografia de Carlo Keil-Möller, Teatre Dramaten
- 1940 : Medelålders herre, de Sigfrid Siwertz, escenografia de Rune Carlsten, Teatre Dramaten
- 1940 : Koppla av, de Moss Hart, escenografia de Carlo Keil-Möller, Teatre Dramaten
- 1940 : Den lilla hovkonserten, de Toni Impekoven i Paul Verhoeven, escenografia de Rune Carlsten, Teatre Dramaten
- 1941 : Gudarna li, de A.J. Cronin, escenografia de Carlo Keil-Möller, Teatre Dramaten
- 1942 : Swedenhielms, de Hjalmar Bergman, escenografia de Carlo Keil-Möller, Teatre Dramaten
- 1942 : Ut till fåglarna, de George S. Kaufman i Moss Hart, escenografia de Alf Sjöberg, Teatre Dramaten
- 1948 : Släktmötet, de T. S. Eliot, escenografia de Alf Sjöberg, Teatre Dramaten

## Filmografia
- 1925 : Karl XII de l'II
- 1925 : Ingmarsarvet
- 1930 : Doktorns hemlighet
- 1930 : Vi två
- 1934 : Unga hjärtan
- 1937 : John Ericsson - segraren vinya Hampton Roads
- 1943 : Katrina
- 1944 : Kejsarn av Portugallien